# ميلكا بيليكا
ميلكا بيليكا مواليد 22 يونيو 1981 في بلغراد، جمهورية يوغوسلافيا الاشتراكية الاتحادية، هي لاعبة كرة سلة صربية معتزلة. بدأت مسيرتها الاحترافية في سنة 1997. وحملت الرقم 12. لعبت مع نادي تارانتو كراس لكرة السلة وروس كاسارس فالنسيا.

## روابط خارجية
- ميلكا بيليكا على موقع الاتحاد الدولي لكرة السلة (الإنجليزية)
- ميلكا بيليكا على موقع كرة السلة الأوروبية.كوم (الإنجليزية)
- ميلكا بيليكا على موقع بروبوليرز (الإنجليزية)